# Miroslav Dvořák (Nordischer Kombinierer)
Miroslav Dvořák (* 3. März 1987 in Liberec) ist ein tschechischer Nordischer Kombinierer.

## Werdegang
Dvořák gab sein internationales Debüt bei Junioren-Wettbewerben der FIS im Jahr 2003. Bei der Junioren-Weltmeisterschaft 2003 erreichte er jedoch nur Platzierungen jenseits der besten Dreißig. Ein Jahr später bei der Junioren-Weltmeisterschaft in Stryn gelang ihm zwar das Erreichen der Top 30, jedoch blieb ein Erfolg weiter aus. Ab März 2004 startete er im B-Weltcup der Nordischen Kombination. In Rovaniemi konnte er bei der Junioren-Weltmeisterschaft 2005 gemeinsam mit dem Team die Bronzemedaille gewinnen. Ein Jahr später in Kranj gewann er Bronze im Sprint. Am 12. März 2006 gab er in Oslo sein Debüt im Weltcup der Nordischen Kombination. Bei der Nordischen Skiweltmeisterschaft 2007 in Sapporo erreichte Dvořák mit der Mannschaft im Teamwettbewerb den 7. Platz. Im Sprint erreichte er Platz 24, im Gundersen Platz 25. In der Weltcup-Saison 2007/08 gewann er erstmals Weltcup-Punkte und erreichte damit den 41. Platz in der Sprintweltcup-Gesamtwertung. In der Weltcup-Saison 2008/09 erreichte er mit dem 31. Platz im Gesamtweltcup sein bislang bestes Ergebnis. Bei den Olympischen Winterspielen 2010 in Vancouver wurde er im Einzel von der Normalschanze 39. und erreichte im Einzel von der Großschanze den 28. Platz. Im Teamwettbewerb erreichte er gemeinsam mit Aleš Vodseďálek, Tomáš Slavík und Pavel Churavý den 8. Platz. 

## Erfolge

### Grand-Prix-Siege im Team
| Nr. | Datum           | Ort            | Disziplin                |
| --- | --------------- | -------------- | ------------------------ |
| 1.  | 19. August 2017 | Oberwiesenthal | Teamsprint Normalschanze |

### Continental-Cup-Siege im Einzel
| Nr. | Datum           | Ort           | Disziplin             |
| --- | --------------- | ------------- | --------------------- |
| 1.  | 17. Januar 2009 | Bischofshofen | Gundersen Großschanze |

## Statistik

### Platzierungen bei Olympischen Winterspielen
| Jahr und Ort     | Wettbewerb   | Wettbewerb   | Wettbewerb |
| Jahr und Ort     | Gundersen NS | Gundersen GS | Team       |
| ---------------- | ------------ | ------------ | ---------- |
| 2010 Vancouver   | 39.          | 28.          | 08.        |
| 2014 Sotschi     | 29.          | 11.          | 07.        |
| 2018 Pyeongchang | 21.          | 26.          | 07.        |

### Weltcup-Platzierungen
| Saison  | Platz | Punkte |
| ------- | ----- | ------ |
| 2008/09 | 31.   | 150    |
| 2009/10 | 32.   | 146    |
| 2010/11 | 23.   | 106    |
| 2011/12 | 29.   | 160    |
| 2012/13 | 12.   | 348    |
| 2013/14 | 23.   | 212    |
| 2014/15 | 25.   | 176    |
| 2015/16 | 29.   | 110    |
| 2016/17 | 41.   | 082    |
| 2017/18 | 53.   | 018    |